# Teretiopsis
Teretiopsis is een geslacht van weekdieren uit de klasse van de Gastropoda (slakken).

## Soorten
- Teretiopsis abyssalis Kantor & Sysoev, 1989
- Teretiopsis hyalina Sysoev & Bouchet, 2001
- Teretiopsis levicarinatus Kantor & Sysoev, 1989
- Teretiopsis nodicarinatus Kantor & Sysoev, 1989
- Teretiopsis thaumastopsis (Dautzenberg & H. Fischer, 1896)